# Murdo
Murdo és una població dels Estats Units a l'estat de Dakota del Sud. Segons el cens del 2000 tenia 612 habitants.

## Demografia
Segons el cens del 2000, Murdo tenia 612 habitants, 271 habitatges, i 160 famílies. La densitat de població era de 375,1 habitants per km².
Dels 271 habitatges en un 28% hi vivien nens de menys de 18 anys, en un 44,6% hi vivien parelles casades, en un 11,4% dones solteres, i en un 40,6% no eren unitats familiars. En el 37,6% dels habitatges hi vivien persones soles el 19,2% de les quals corresponia a persones de 65 anys o més que vivien soles. El nombre mitjà de persones vivint en cada habitatge era de 2,26 i el nombre mitjà de persones que vivien en cada família era de 2,99.
Per edats la població es repartia de la següent manera: un 26,8% tenia menys de 18 anys, un 6,9% entre 18 i 24, un 25,2% entre 25 i 44, un 21,9% de 45 a 60 i un 19,3% 65 anys o més.
L'edat mediana era de 40 anys. Per cada 100 dones de 18 o més anys hi havia 85,9 homes.
La renda mediana per habitatge era de 30.104 $ i la renda mediana per família de 40.000 $. Els homes tenien una renda mediana de 24.196 $ mentre que les dones 17.917 $. La renda per capita de la població era de 16.008 $. Entorn del 10,5% de les famílies i el 12,1% de la població estaven per davall del llindar de pobresa.

## Poblacions més properes
El següent diagrama mostra les poblacions més properes.